# Au printemps des monstres
Au printemps des monstres est un roman de Philippe Jaenada paru le 18 août 2021 chez Mialet-Barrault éditeurs.

## Historique
Le 7 septembre 2021, Au printemps des monstres est inclus dans la première sélection du prix Goncourt avec quinze autres romans.

## Résumé
Le roman s'attache, plus de cinquante ans après les faits, à revoir l'affaire Lucien Léger, condamné à la réclusion criminelle à perpétuité pour le meurtre d'un enfant en 1964 à Verrières-le-Buisson.
Le titre est inspiré d'une phrase de l'accusé : « Je viens de la graine de violence qui pousse au printemps des monstres ».
L'auteur y dépeint les acteurs de l'affaire Maurice Garçon, Albert Naud, Jacques Delarue et la comédienne Douchka ainsi que les personnalités et références culturelles ou de société développés au fil des pages telles Patrick Modiano, Édouard Molinaro, Simone de Beauvoir, Maurice Papon, Michel Drucker et Jean-Marie Le Pen,,.

## Accueil de la critique
À sa parution, le roman est très bien accueilli par la critique,, notamment par L'Obs qui l'inclut de plus dans sa liste commune avec France Culture des dix romans de la rentrée littéraire 2021 ainsi que dans les listes des « coups de cœur » des rédactions du Elle, des Échos – pour qui le « résultat est une nouvelle fois grandiose » – et de Télérama.
Début septembre, le roman-enquête est considéré globalement par la presse comme le grand favori des sélections pour les prix littéraires 2021.

## Éditions
- Mialet-Barrault éditeurs, 2021,  (ISBN 978-2080238184), 752 p.[14]